# Hermano Sol, hermana Luna (película)
Fratello sole, sorella luna (Brother Sun, Sister Moon en inglés; Hermano Sol, hermana Luna en Hispanoamérica) es una película biográfica de Francisco de Asís dirigida por Franco Zeffirelli en 1972. Fue nominada al Óscar a la mejor dirección artística.

## Argumento
Francisco, cuyo verdadero nombre es Giovanni pero todo el mundo lo llama Francisco porque disfruta del habla francesa en lugar de la italiana, es el amado hijo de sus padres, Pietro Bernardone y Pica. Es un hijo mimado: su padre es un rico comerciante textil que da a su hijo todo lo que le pide, incluso le equipa con una armadura para que pueda ir a la guerra y distinguirse en la batalla.
Golpeado por una enfermedad febril que le ha obligado a dejar  la guerra entre Asís y Perugia, Francisco vuelve a casa como un joven cambiado y se encuentra en la cama atormentado por visiones de su pasado cuando era un joven arrogante bullicioso. Durante un largo proceso de recuperación, se encuentra poco a poco a Dios en pobreza, castidad y obediencia, experimentando una renovación física y espiritual.
Saludable, Francisco vuelve a su vida normal como un joven rico. Sin embargo, para consternación de sus padres, comienza a pasar la mayor parte de su tiempo rodeado de naturaleza, flores, árboles, animales y dedicado a la poesía.
Francisco se dirige al sótano donde se encuentra el negocio familiar, al rechazar la oferta de su padre para hacerse cargo, deja salir a los trabajadores fuera del edificio para disfrutar de la luz del día. Luego, lanza los textiles costosos por la ventana. Cuando su padre ve la pérdida, Francisco le invita a unirse para que pueda conocer la alegría de ser libre de las posesiones mundanas.
Pietro, completamente frustrado, arrastra a Francisco al palacio del obispo y humilla a su hijo delante del obispo de Asís y el resto de la población. Cariñosamente, Francisco renuncia a todas las posesiones mundanas y a su familia de clase media que incluye el nombre de "Bernardone". Se quita la ropa brillante y deja Asís, desnudo y libre de su pasado, para vivir en las bellezas de la naturaleza como un asceta disfrutando de una sencilla vida como un hombre de Dios.
Francisco llega a las ruinas de la capilla de San Damián, donde escucha la voz de Dios, pidiéndole que "restaurase su Iglesia". Creyendo que "la iglesia" significa el templo de San Damián, Francisco comienza a pedir rocas para reconstruir dicha iglesia. Para gran consternación de su familia, algunos de los amigos de Francisco se unen a él y gana poco a poco un seguidor que es de los hijos de los ricos que comienzan a ministrar entre los pobres y los que sufren.
El obispo apoya a Francisco, ya que él está reconstruyendo una iglesia sin goce de sueldo y realizando las obras de misericordia que Cristo demanda de sus seguidores. Bernardo, un amigo de Francisco, felizmente se une a él después de regresar de la segunda Cruzada, una empresa que lo dejó en la tristeza y el vacío. Otros dos amigos, Silvestro y Giocondo, admirando nueva vocación de Francisco, ayudan a reconstruir San Damián.
En una escena conmovedora, durante una tarde lluviosa, Francisco y sus amigos se separan a mendigar comida de las familias de Asís. Francisco viene a la casa de su familia. Buscando el perdón comienza a recitar las Bienaventuranzas causando su madre mucha angustia, mientras Pietro finge no oír, negándose a reconciliarse con su hijo.
Mientras tanto, en Asís, la nobleza y el comercio de ricas familias de la ciudad protestan contra Francisco y su grupo, preocupado porque ellos "corrompen" a la totalidad de los jóvenes de Asís y mandan al amigo de Francisco, Paolo, a obstaculizar y detener a los llamados "hermanos menores".
En Roma, Francisco es sorprendido por la enorme riqueza y el poder, que se muestra en la ropa de la corte papal que rodea el trono de San Pedro. Cuando es concedida una audiencia con el Papa, Francisco decide no recitar el guion cuidadosamente preparado de Paolo y con calma protesta contra la pompa y la mundanalidad, recitando algunas de las palabras de Jesús en el Sermón de la Montaña alabando humildad para protestar de que las enseñanzas de Cristo son totalmente opuestas a la obsesión de la riqueza de Roma. Los cardenales, obispos y abades de la corte papal se sienten insultados por las palabras de Jesús que Francisco les ha echado en cara. Él y sus amigos son expulsados, y finalmente por la admiración hacia Francisco, Paolo decide unirse a ellos. Francisco trata de protegerlo, diciendo que él no es uno de ellos, pero su amigo insiste en unirse a los frailes, convenciendo a Francisco de la sinceridad de su conversión, y de estar a su lado.
En su trono, el papa Inocencio aparentemente despierta de un sueño y ordena a Francisco y sus amigos que vuelvan. El papa le dice: "En nuestra obsesión con el pecado original nos hemos olvidado de la inocencia original." En el lenguaje de uno de los Inocentes reza Salmos esa orden de Francisco "florecerá como la palma de la mano."
Luego, para sorpresa de todos, el papa Inocencio se arrodilla, besa los pies de Francisco y él y sus compañeros bendice, deseando para ellos una sociedad a largo de todo el mundo de los hombres y mujeres dispuestos a servir a Dios en la humildad, mostrando la sinceridad de la respuesta del Papa. Un cardenal no identificado (quizás el cardenal Ugolino, futuro Gregorio IX),  observando lo que ha hecho el Papa, comenta a un obispo: «No se alarme, Su Santidad sabe lo que está haciendo, este es el hombre que va a hablar con los pobres, y traerlos de nuevo a nosotros.» Esta frase tiene realmente algún valor histórico, ya que los cátaros herejes, también conocido como albigenses, vestida humildemente como Francisco y sus seguidores, fueron encontrando seguidores en el sur de Francia y otras partes de Europa por la denuncia de la riqueza de la Iglesia Católica, al tiempo que rechaza muchos dogmas y doctrinas católicas, especialmente la necesidad de un sacerdocio ordenado.
La película termina con la visión de Francisco lentamente caminando solo en la distancia en el campo mientras Donovan canta "Hermano Sol y Hermana Luna".

## Reparto
- Graham Faulkner - Francisco.
- Judi Bowker - Clara.
- Alec Guinness - Su Santidad el papa Inocencio III.
- Leigh Lawson - Bernardo.
- Valentina Cortese - Pica, madre de Francisco.
- Kenneth Cranham - Pablo.
- Nicholas Willatt - Jerónimo.
- Lee Montague - Pedro de Berdardone, padre de Francisco.
- Adolfo Celi - Gobernador de Asís.
- Carlo Pisacane - enfermo de lepra.
- John Sharp - obispo Guido.
- Michael Feast como Silvestro.
- Francesco Guerrieri como Deodato.

## Producción
La fotografía exuberante de Zeffirelli en Hermano Sol, hermana Luna indica que se la concibió y ejecutó de la misma manera visual que su adaptación ganadora del Oscar de Romeo y Julieta (1968). La película intenta establecer paralelismos entre la obra y la filosofía de San Francisco y la ideología que sustenta el movimiento contracultural mundial de los años sesenta y principios de los setenta. La película también es conocida por la partitura compuesta por Riz Ortolani.
A Frank Grimes se le ofreció originalmente el papel principal de Francesco di Bernardone, pero Zeffirelli cambió de opinión en el último minuto y retiró su oferta. Al Pacino realizó una prueba de pantalla, pero a Zeffirelli no le gustó el estilo teatral de Pacino. Robin Askwith reveló en su autobiografía que fue elegido para la película, pero luego fue despedido.
Lynne Frederick hizo una audición para el papel de Clara de Asís y fue la primera finalista. Candace Glendenning también hizo la prueba para el papel, pero se consideró que tenía un «aspecto demasiado exótico».
La película fue nominada al Oscar a la mejor dirección artística (Lorenzo Mongiardino, Gianni Quaranta, Carmelo Patrono).

## Recepción
Hermano Sol, hermana Lunan recibió críticas variadas desde su estreno. Roger Ebert la criticó duramente cuando escribió que tiene «un exceso de dulzura y luz» y que los diálogos consisten en «frases bonitas y vacías». El crítico del New York Times Vincent Canby escribió que la película «confunde la simplicidad con la sencillez». Canby lo contrastó negativamente con Las flores de San Francisco, una película de 1950 sobre el mismo tema. Ambos periodistas criticaron especialmente la escena en la que Francisco se presenta ante el papa Inocencio III, calificándola de llamativa y excesiva. Ebert escribió: «¿El Papa siempre tiene 200 teólogos a la mano solo para tener una audiencia para unos pocos monjes descalzos?». 
Sin embargo, Christopher Hudson de The Spectator calificó a Hermano Sol, hermana Luna como «una película hermosa y simple» y elogió especialmente su cinematografía, aunque reconoció «las limitaciones del guion».
En el sitio web del agregador de reseñas Rotten Tomatoes, la película tiene una calificación de aprobación del 42% basada en 19 reseñas y una calificación promedio de 4.9/10.